# Cratyna betulae
Cratyna betulae är en tvåvingeart som beskrevs av Werner Mohrig och Boris Mamaev 1992. Cratyna betulae ingår i släktet Cratyna och familjen sorgmyggor.
Artens utbredningsområde är Bulgarien. Inga underarter finns listade i Catalogue of Life.